# Thyenini
Thyenini è una tribù di ragni appartenente alla sottofamiglia Plexippinae della famiglia Salticidae dell'ordine Araneae della classe Arachnida.

## Distribuzione
I due generi oggi noti di questa tribù sono diffuse in Africa, Europa, Cina e Nepal.

## Tassonomia
A dicembre 2010, gli aracnologi riconoscono due generi appartenenti a questa tribù:
- Thyene Simon, 1885 —  Africa, Cina, Nepal, Europa (42 specie)
- Thyenillus Simon, 1910 — Bioko (Golfo di Guinea) (1 specie)